# Kouty nad Desnou
Kouty nad Desnou (niem. Winkelsdorf) – osada, obecnie część gminy Loučná nad Desnou, w Czechach, w powiecie Šumperk, na Morawach.
Pierwsza wzmianka o Koutach pochodzi z XVIII wieku, z roku 1718. 
Kouty położone są na południowy wschód od przełęczy Červenohorské sedlo. Miejscowość jest końcową stacją linii kolejowej nr 293. Biegnie przez nią również droga krajowa nr 44.

## Turystyka
W okresie zimowym działa tutaj ośrodek narciarski z jedynym w Jesionikach (czes. Jeseníky) i pierwszym w Czechach 6-osobowym wyciągiem krzesełkowym. Latem Kouty nad Desnou są ważnym węzłem szlaków turystycznych i rowerowych, m.in. na szczyt Medvědí hora oraz do elektrowni szczytowo-pompowej Dlouhé Stráně. Miejscowość posiada również rozbudowaną bazę noclegową - hotele i pensjonaty.

### Szlaki piesze i rowerowe
Ze skrzyżowania w Koutach nad Desnou wybiega siedem szlaków turystycznych na trasach:
  Kouty nad Desnou – góra Skály (2) – przełęcz Obrázek – Medvědí hora – góra Kamenec (1) – góra Mravenečník – szczyt Dlouhé stráně – górny zbiornik elektrowni szczytowo-pompowej Dlouhé Stráně – góra Vřesník – Malá Jezerná;
  Kouty nad Desnou – dolina rzeki Divoká Desná – U Kamenné chaty – Narodowy rezerwat przyrody NPR Praděd – Velký Děd – szczyt Pradziad;
  Kouty nad Desnou – Přemyslov – góra Jelení skok – góra Jelení skalka – szczyt Tři kameny – Nove Losiny – Branná;
  Kouty nad Desnou – góra Hřbety – góra Nad Petrovkou – Kamzík – góra Velký Jezerník – przełęcz Velký Jezerník – schronisko Švýcárna – góra Pradziad – góra Petrovy kameny – Ovčárna – Karlova Studánka;
  Kouty nad Desnou – Suchá hora – góra Šindelná hora-JZ – góra Šindelná hora – góra Červená hora – Vřesová studánka – Kamenne okno – szczyt Točník – Bělá pod Pradědem;
  Kouty nad Desnou – Červenohorské sedlo – góra Velký Klín – Jeřáb – źródło Mariin pramen – Filipovice;
  Kouty nad Desnou – dolina potoku Hučivá Desná – przełęcz Sedlo pod Vřesovkou – Kamenne okno – góra Červená hora – Bílý sloup.
Przez Kouty nad Desnou przebiegają również trzy szlaki rowerowe:
 Kouty nad Desnou – dolina rzeki Divoká Desná – góra Velká Jezerná – góra Dlouhé stráně – Kamenec (1) – Medvědí hora – góra Mravenečník – góra Čepel – góra Seč – Loučná nad Desnou – góra Lískovec – góra Loveč – góra Jelení skok – góra Ucháč – góra Tři kameny – przełęcz Přemyslovské sedlo – góra Černá stráň – Kouty nad Desnou;
 Pod Přemyslovským sedlem – Přemyslov – Loučná nad Desnou – góra Seč – góra Skály (2) – przełęcz Obrázek – Kouty nad Desnou;
 Přemyslov – dolina potoku Hučivá Desná – góra Červená hora – góra Šindelná hora – Suchá hora – Kouty nad Desnou – góra Hřbety – góra Nad Petrovkou – Petrovka.

### Narciarstwo
Na stokach pobliskich gór znajdują się dwa ośrodki narciarskie: 
- Ski areál Kouty nad Desnou: wyciąg krzesełkowy (6-osobowa kanapa) Dlouhé stráně oraz trzy wyciągi orczykowe (Obrázek, K Snovparku, U vrtulí) z pięcioma trasami zjazdowymi (niebieska i cztery czerwone)[6];
- Ski Areál Šindelná: trzy wyciągi orczykowe z trzema trasami zjazdowymi (czerwona i dwie niebieskie)[7].